# 1975 في السعودية
تحتوي هذه المقالة على أهم الأحداث التي شهدتها السعودية في 1975، إضافة إلى أهم الشخصيات السعودية التي وُلدت أو تُوفيت في هذه السنة.

## السياسة

### الحكم
- الملك: فيصل بن عبد العزيز آل سعود، حتى 25 مارس.
- الملك: خالد بن عبد العزيز آل سعود، منذ 25 مارس.

### تعيينات

#### مارس
- 29: فهد بن عبد العزيز آل سعود، وليّاً للعهد.[1]
- 13 أكتوبر: سعود بن فيصل بن عبد العزيز آل سعود، وزيراً للخارجية.

## أحداث

### فبراير
- 3:
  - إقامة الحفل الحادي عشر لسباق الخيل من نادي الفروسية بميدان سباق الخيل بالملز.[2]
  - اعتماد مخطط عام لمدينتي أبها وخميس مشيط من قبل مديرية تخطيط المدن والإدارة الهندسية بالجنوب كما تم انجاز الدراسات النهائية لمشروع تصريف مياه الأمطار والمجاري في كلا المدينتين.[3]
  - الإعلان عن استضافة المملكة العربية السعودية لمؤتمر الإتحاد العربية لكرة اليد للمرة الأولى وبحضور 19 دولة عضو بجامعة الدول العربية بالإضافة إلى رئيس الاتحاد الدولي ورئيس الاتحاد الآسيوي.[4]
- 6:
  - إنشاء ملاعب رياضية على أراضي كلية التجارة من جامعة الرياض.[5]
  - مرسوم ملكي بالمصادقة على اتفاقية التعاون الاقتصادي والفني بين المملكة العربية السعودية ودولة البرازيل.[6]

### مارس
- 10:
  - إقرار خطة خمسية للتلفزيون من أجل تغطية جميع مناطق المملكة بالبث التلفازي عن طريق أيجاد محطات تقوية و مرسلات لكل مدينة أو قرية يزيد عدد سكانها عن ألفي نسمة كما سيتم تحويل البث في جميع مناطق المملكة إلى بث ملون.[7]
  - إنشاء قسم الاجتماع وعلم النفس بكلية اللغة العربية والعلوم الاجتماعية في جامعة الإمام محمد بن سعود اعتباراً من العام الدراسي 95-96 هـ.[8]
- 13:
  - التوقيع على الاتفاقية الإقتصادية والثقافية بين المملكة العربية السعودية ودولة الكويت شاملة الاتفاق عل الحلول المناسبة لتقسيم المنطقة المحايدة و دراسة مشروع مشترك لاستخدام الطاقة الذرية في تحلية مياه البحر وتوليد الكهرباء.[9]
  - افتتاح أول مقر للجمعيات العربية السعودية للألعاب المختلفة حيث يضم جمعية كرة اليد و التنس.[10]

- 25: إغتيال الملك فيصل بن عبد العزيز آل سعود من قِبَل ابن أخيه فيصل بن مساعد بن عبد العزيز آل سعود بالقصر الملكي في الرياض وذلك خلال مراسم استقبال وزير النفط الكويتي عبد المطلب الكاظمي.[11]

### أبريل
- 13: قيام نائب الرئيس العراقي صدام حسين بزيارة إلى السعودية استمرت لثلاثة أيام تلتها عدة زيارات قامت بها وفود عراقية رفيعة المستوى إلى المملكة.[12]
- 17:
  - إنشاء ثلاثة مصانع ومعامل صوامع و مطاحن في كل من الرياض وجدة والدمام بتكلفة 80 مليون دولار.[13]
  - إقامة مشروع إسكاني ضخم في المدينة المنورة مكون من 500 شقة بمبلغ 125 مليون ريال على مساحة 125 ألف متر مربع.
- 23: قيام الملك خالد والرئيس المصري محمد أنور السادات بافتتاح مستشفى الملك فيصل التخصصي ومركز الأبحاث وذلك بعد أن وضع حجر أساسه الملك فيصل سنة 1970م.[14][15]
- 28: ابرام عقد بين وزارة المعارف و جامعة انديانا الأمريكية لإنشاء المركز الوطني للتكنلوجيا التعليمية والاشراف عليه.[16]
- 30: الرئاسة العامة للبنات تعلن إنشاء عشرون مدرسة بنات جديدة ما بين ابتدائية و متوسطة في المنطقة الغربية وسيكون لمدينة مكة 11 مدرسة و جدة 9 مدارس.[17]

### مايو
- 5: معالي وزير الدولة للشئون المالية والاقتصاد الوطني ووزير المواصلات بالنيابة محمد أبا الخيل يقوم بتوقيع عقود انشاء ورصف بعض الطرق بالمملكة وتوريد المعدات اللازمة بتكلفة تصل إلى 500 مليون ريال تشمل عقد إنشاء و ورصف طريق صامطة - الموسم بطول 109 كيلو متر بالإضافة إلى إنشاء طريق ما بين مكة والليث بطول 93 كيلو متر و إنشاء الحزام الدائري حول مدينة أبها بطول 7 كيلو مترات و طريق أبها - القرعا بطول 21 كيلو متر و إنشاء طريق صبيا - أبو عريش بطول 44 كيلو متر.[18]

- 20: عمل اتفاقية بين سلطنة عُمان والسعودية حول واحة البريمي تقضي بإنشاء أنبوب لنقل النفط السعودي عبر الأراضي العمانية إلى خليج عُمان.[12]

### يونيو
- 10: قيام ولي العهد فهد بن عبد العزيز بزيارة إلى بغداد استمرت أربعة أيام وكانت بادرة لتحسن العلاقات السعودية العراقية.[19]
- 18: تنفيذ حكم القصاص في الأمير فيصل بن مساعد آل سعود.[11]

### يوليو
- 1: قيام ولي العهد فهد بن عبد العزيز بزيارة إلى إيران على رأس وفد كبير وذلك لبحث مسألة أمن منطقة الخليج وزيادة أسعار النفط.[19]
- 21: قيام ولي العهد فهد بن عبد العزيز بزيارة إلى فرنسا.[20]

### سبتمبر
- 21: صدور مرسوم ملكي بتأسيس الهيئة الملكية للجبيل وينبع والتي تعنى بالتطوير الصناعي في المدينتين.[21]
- 23: إصدار النشيد الوطني بلادي منار الهدى.

### ديسمبر
- حريق بمخيمات الحجاج في منى يخلف عدداً من الوفيات.[22]

## مواليد
- مدغم أبو شيبة، شاعر.[23]

### يناير
- 1: رانيا الباز، صحفية ومذيعة.

### مايو
- 16: خالد المحضار، أحد المتهمين في أحداث 11 سبتمبر.

### يوليو
- 7
  - خالد قهوجي، لاعب كرة قدم سابق.[24]
- 10:
  - فؤاد الفرحان، مُدوِّن ورائد أعمال.
  - عبد الله الجود، منافِس أولمبي.[25]
- 11: خالد الفراج، ممثل كوميدي.

### سبتمبر
- 29: عبد الله الواكد، لاعب كرة قدم سابق.[26]

### أكتوبر
- 2: عبيد الدوسري، لاعب كرة قدم سابق.[27]

### نوفمبر
- 7: مرزوق العتيبي، لاعب كرة قدم سابق.[28]
- 29: رضا تكر، لاعب كرة قدم سابق.[29]

## وفيات

### مارس
- 25: الملك فيصل بن عبد العزيز آل سعود، ملك المملكة العربية السعودية الثالث (و. 1906).[11]

### يونيو
- 18: فيصل بن مساعد بن عبد العزيز آل سعود، الابن الثاني للأمير مساعد بن عبد العزيز آل سعود (و. 1944).[11]
- ديسمبر
- 31: سلطان بن سعود بن عبد العزيز آل سعود، أمير سعودي.